# Державний архів Донецької області
Державний архів Донецької області — є структурним підрозділом обласної державної адміністрації, що утворюється головою обласної державної адміністрації і підзвітний та підконтрольний голові обласної державної адміністрації і Держкомархіву України. У 2014 році архів без документів переміщено в Костянтинівку, а його фонди залишилися у новоствореному «Держархіві ДНР».

## Історія
З історії архівного будівництва в Донецькій області:
- до 1917 року державних архівів не було, документи зберігалися у відомствах;
- травень 1920 р. — створені архівні комісії при відділах народної освіти по зборі матеріалів установ дореволюційного періоду;
- 3 січня 1922 р. — створене Донецьке губернське архівне управління (губарх) при президії Донецького губвиконкому;
- 1924 р. — при губархе створений губернський історичний архів (приміщення не було);
- 1925 р. — ліквідовані губернські установи, створені Артемівські, Сталінські й Маріупольське окружні архівні управління;
- липень 1929 р. — створений крайовий історичний архів промисловості Донбасу;
- вересень 1930 р. — ліквідовані окружні архівні управління, 1 жовтня 1930р. створені Артемівські, Маріупольські й Сталінське міські архівні управління.
- березень 1932 р. — Сталінське міське архівне управління й крайовий історичний архів промисловості Донбасу були реорганізовані в Сталінський державний історичний архів, Артемівські й Маріупольське архівні управління реорганізовані в державні історичні архіви;
- 29 вересня 1932 р. — на базі Сталінського державного історичного архіву створений Донецький обласний історичний архів;
- жовтень 1932 р. — створене Донецьке обласне архівне управління, почали створюватися міські й районні державні архіви;
- червень 1938 р. — Донецька область розділена на 2 області: Сталінську й Луганську. Донецький обласний історичний архів перейменований у Сталінський;
- листопад 1938 р. — архівні установи передані в систему Наркомату внутрішніх справ на правах архівного управління;
- 25 листопада 1938 р. — Сталінський обласний історичний архів перейменований у Сталінський обласний архів у м. Сталіно, Артемівський історичний архів — у Сталінський обласний архів у м. Артемівську, Маріупольський історичний архів - у Сталінський обласний архів у м. Маріуполі;
- 1944-1946 — фонди, що вернулися з евакуації, Артемівського й Маріупольського архівів влилися до складу Сталінського обласного архіву, історичні архіви в м. Артемівську й м. Маріуполі перестали існувати;
- червень 1960 р. — архівні установи вивели з підпорядкування Міністерства внутрішніх справ;
- листопад 1961 р. — у зв'язку з перейменуванням Сталінської області в Донецьку, Сталінський обласний архів був перейменований у Донецький обласний архів;
- червень 1980 р. — одержав назву Державний архів Донецької області;
- листопад 1988 р. — ліквідований архівний відділ Донецького облвиконкому, його функції керівництва архівною справою в області передані держархиву області;
- 16 жовтня 1991 р. — до складу фондів держархіву Донецької області ввійшли документи колишнього Донецького обкому компартії України.

## Адреса
сайт: http://dn.archives.gov.ua/ [Архівовано 21 листопада 2016 у Wayback Machine.]